# Bàsquet Manresa Sant Francesc
El Bàsquet Manresa Sant Francesc va ser un club de basquetbol de Manresa, fundat el maig de 1983.
L'entitat va néixer de la fusió del Bàsquet Femení Manresa i del Grup d'Esports Badia Solé. Va disposar de diversos equips masculins i femenins en categoria cadet, júnior i sènior. Va destacar el primer equip femení que competí a la Primera divisió estatal durant sis temporades (1986-92), amb els noms de Sant Francesc, Font Vella Manresa i Pryca Manresa. També va aconseguir dos subcampionats de Lliga catalana (1987-88, 1990-91). Entre d'altres jugadores van destacar Nina Pont, primera jugadora catalana en competir a la lliga de la NCAA, Eulàlia Vila, Tere Almoguera, Mercè Morros, María José Castro, Mònica Valentí. Al final de la temporada 1991-92, el club manresà va desaparèixer.